# Communauté de communes des Coteaux Bellevue
La communauté de communes des Coteaux Bellevue est une communauté de communes française de la Haute-Garonne, en Pays Tolosan.

## Historique
- La communauté de communes des Coteaux Bellevue est créée le 21 novembre 2000, avec effet au 1er janvier 2001.
- Le 1er janvier 2004, la commune de Castelmaurou intègre la communauté
- Le 1er janvier 2013, la commune de Labastide-Saint-Sernin intègre la communauté
- Le 1er janvier 2014, la commune de Rouffiac-Tolosan a intégré la communauté[1].

## Communes adhérentes
La communauté de communes est composée des 7 communes suivantes :

| Nom                    | Code Insee | Gentilé           | Superficie (km2) | Population (dernière pop. légale) | Densité (hab./km2) |
| ---------------------- | ---------- | ----------------- | ---------------- | --------------------------------- | ------------------ |
| Pechbonnieu (siège)    | 31410      | Pechbonniliens    | 7,52             | 4 792 (2022)                      | 637                |
| Castelmaurou           | 31117      | Castelmaurougiens | 16,77            | 4 491 (2022)                      | 268                |
| Labastide-Saint-Sernin | 31252      | Labastidiens      | 4,97             | 1 946 (2022)                      | 392                |
| Montberon              | 31364      | Montberonnais     | 6,35             | 3 121 (2022)                      | 491                |
| Rouffiac-Tolosan       | 31462      | Rouffiacois       | 4,67             | 2 186 (2022)                      | 468                |
| Saint-Geniès-Bellevue  | 31484      | Saint-Genisois    | 3,78             | 2 492 (2022)                      | 659                |
| Saint-Loup-Cammas      | 31497      | Saint-Loupéens    | 3,65             | 2 343 (2022)                      | 642                |

## Démographie
| 1968  | 1975  | 1982  | 1990  | 1999   | 2009   | 2011                           | 2012   | 2013   |
| ----- | ----- | ----- | ----- | ------ | ------ | ------------------------------ | ------ | ------ |
| 3 151 | 5 283 | 6 434 | 9 122 | 12 118 | 15 966 | 18 298 (avec Rouffiac-Tolosan) | 18 591 | 18 868 |

| 2014   | 2015   | 2016   | 2017   | 2018   | 2020   | 2021   | 2022   | - |
| ------ | ------ | ------ | ------ | ------ | ------ | ------ | ------ | - |
| 19 308 | 19 797 | 20 038 | 20 106 | 20 286 | 20 899 | 21 009 | 21 371 | - |

## Administration

### Siège
Le siège de la communauté de communes est situé à Pechbonnieu, 19 Route de Saint-Loup-Cammas.

### Les élus
Le conseil communautaire de la communauté de communes se compose de 30 conseillers représentant chacune des communes membres et élus pour une durée de six ans.
Ils sont répartis comme suit :
| Nombre de conseillers | Communes                                                    |
| --------------------- | ----------------------------------------------------------- |
| 7                     | Pechbonnieu                                                 |
| 6                     | Castelmaurou                                                |
| 4                     | Montberon Saint-Geniès-Bellevue                             |
| 3                     | Labastide-Saint-Sernin, Rouffiac-Tolosan, Saint-Loup-Cammas |

### Présidence
| Période | Période  | Identité          | Étiquette | Qualité              |
| ------- | -------- | ----------------- | --------- | -------------------- |
| 2008    | en cours | Sabine Geil-Gomez | PS        | Maire de Pechbonnieu |

## Compétences
- Le 1er janvier 2017, la communauté prend la compétence voirie du SIVU de voirie de Castemaurou, qui exerçait la compétence voirie pour 6 des 7 communes qui composent la CCCB, et exerce cette compétence de plein droit. Avec la dissolution du SITROM (Syndicat Intercommunal de ramassage et traitement des ordures ménagères), la CCCB exerce également désormais la compétence ordures ménagères pour l'ensemble de ses communes membres. Pour ces deux syndicats, la CCCB récupère le personnel, le matériel et les emprumts[4].

## Agglomération toulousaine
D'autres communautés intercommunales existent dans l'unité urbaine toulousaine mais à ce jour sans projet de fusion :
1. Toulouse Métropole : 832348 (2022)
2. Le Muretain Agglo : 129300 (2022)
3. Sicoval : 83758 (2022)
4. Le Grand Ouest Toulousain Agglomération : 48345 (2021)
5. Communauté de communes Grand Sud Tarn-et-Garonne : 43119 (2021)
6. Communauté de communes des Hauts Tolosans : 35414 (2021)
7. Communauté de communes du Frontonnais : 28233 (2021)
8. Communauté de communes des coteaux du Girou : 22837 (2021)